# Secamone dequairei
Secamone dequairei är en oleanderväxtart som beskrevs av J. Klackenberg. Secamone dequairei ingår i släktet Secamone och familjen oleanderväxter. Inga underarter finns listade i Catalogue of Life.